# Jammerhecke

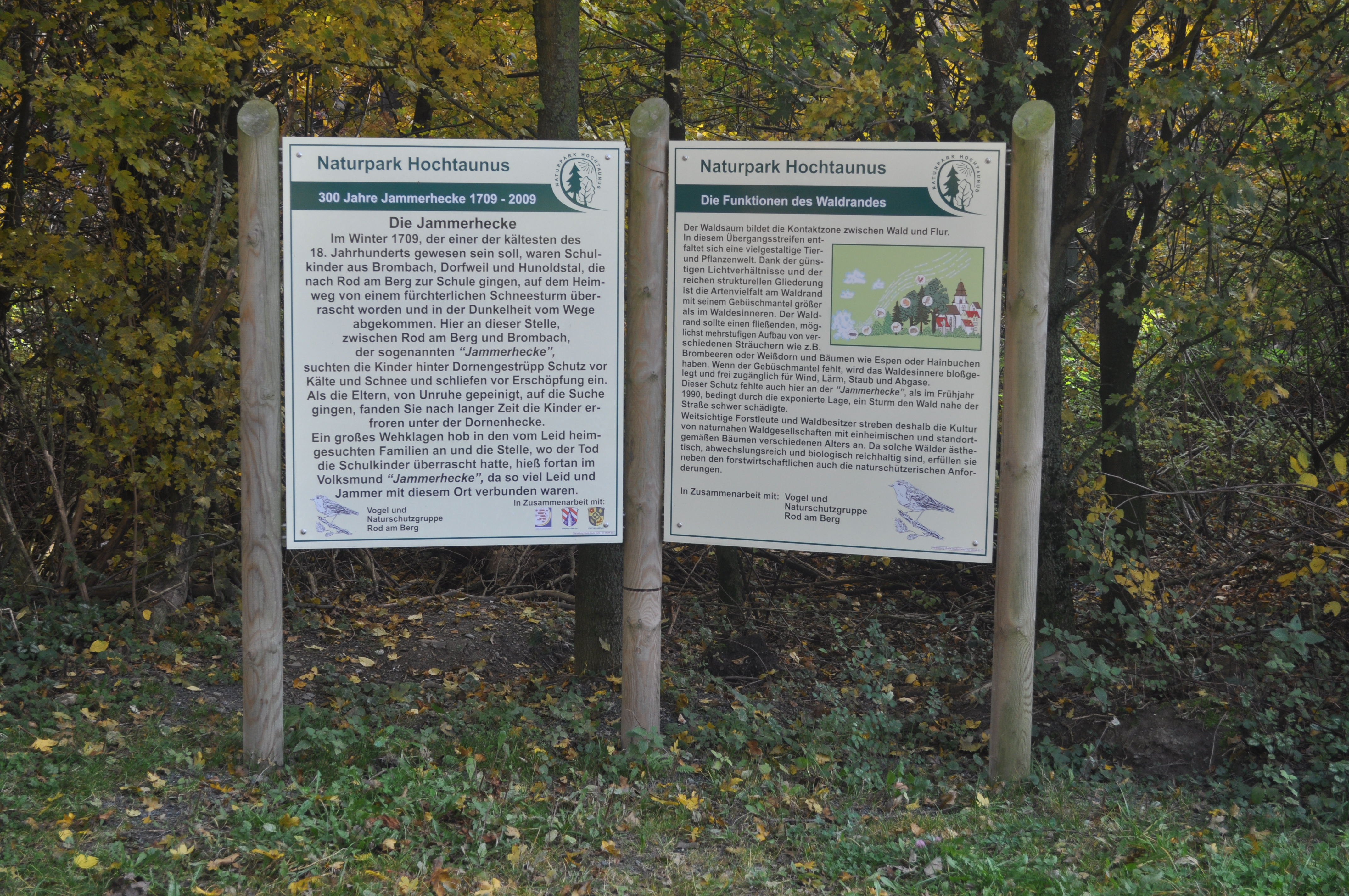
Infotafeln an der Jammerhecke

Als Jammerhecke wird ein kleiner Pass im Taunus zwischen den Schmittener Ortsteilen Brombach und Hunoldstal und dem Neu-Anspacher Stadtteil Rod am Berg bezeichnet. Die Passhöhe beträgt 463 m ü. NN. Der Parkplatz auf der Passhöhe ist der Ausgangspunkt für mehrere Wanderwege. Kurz vor dem Pass trifft die Kreisstraße K 743 auf die Kreisstraße K 723. Die Grenze zwischen Schmitten und Neu-Anspach führt über die Jammerhecke. Der Nachbarberg im Süden ist der Conradsberg (500 Meter).

## Namensherkunft
Der Name Jammerhecke ist auf eine lokale Sage zurückzuführen:
Im Winter 1709, angeblich einer der kältesten des 18. Jahrhunderts, waren Schulkinder aus Dorfweil, Brombach und Hunoldstal auf dem Weg nach Hause von der Schule in Rod am Berg. Dabei wurden sie von einem Schneesturm überrascht und kamen vom Weg ab. Sie suchten unter einer Hecke Schutz und erfroren. Die Eltern machten sich auf die Suche und fanden die Leichen der Kinder im Frühjahr. Da der Ort mit Leiden und Jammer verbunden war, nannte die Bevölkerung diesen Ort Jammerhecke.